# Список міжнародних декларацій
Це хронологічний перелік міжнародних декларацій, декларацій про незалежність, декларацій про війну тощо.

## 1300-1599
| Рік  | Назва                 | Зміст                                | Джерела |
| ---- | --------------------- | ------------------------------------ | ------- |
| 1320 | Арбротська декларація | Проголошення незалежності Шотландії. |         |

## 1600-1699
| Рік  | Назва                                   | Зміст | Джерела |
| ---- | --------------------------------------- | --- | ------- |
| 1617 | Декларація спорту                       | Видана Яковом I Англійським; перелічує види спорту, дозволені в неділю та інші святі дні.                      |         |
| 1660 | Бредська декларація                     | Король Англії Карл ІІ, перебуваючи у вигнанні, проголошує умови прийняття ним англійської корони.              |         |
| 1672 | Королівська декларація про індульгенцію | Карл II Англійський намагається поширити релігійну свободу на протестантів-нонконформістів у своїх володіннях. |         |
| 1676 | Декларація народу                       | Видана Натаніелем Беконом; проголошує колоніального губернатора Вірджинії корумпованим.                        |         |
| 1687 | Декларація про індульгенцію             | Встановлює свободу віросповідання в Англії.                                                                    |         |
| 1688 | Декларація причин                       | Вільгельм III Оранський легітимізує своє повалення Якова II Англійського.                                      |         |

## 1700-1799
| Рік  | Назва                                 | Зміст                                                                                    | Джерела |
| ---- | ------------------------------------- | ---------------------------------------------------------------------------------------- | ------- |
| 1774 | Декларація колоніальних прав          | Прийнята Першим континентальним конгресом; проголошує права Тринадцяти колоній.          |         |
| 1775 | Мекленбурзька декларація незалежності | Північна Кароліна приймає рішучі антибританські резолюції.                               |         |
| 1776 | Декларація незалежності США           | Сполучені Штати проголошують свою незалежність від Королівства Великої Британії.         |         |
| 1791 | Пілніцька декларація                  | Закликає європейські держави втрутитися, якщо Людовику XVI у Франції загрожує небезпека. |         |

## 1800-1899
| Рік  | Назва                             | Зміст                                                                                               | Джерела |
| ---- | --------------------------------- | --------------------------------------------------------------------------------------------------- | ------- |
| 1811 | Декларація незалежності Венесуели | Венесуельці проголошують вихід зі складу Королівства Іспанії.                                       |         |
| 1811 | Декларація незалежності Парагваю  | Парагвайці скидають іспанських чиновників.                                                          |         |
| 1816 | Декларація незалежності Аргентини | Тукуманський конгрес проголошує незалежність Аргентини.                                             |         |
| 1836 | Декларація незалежності Техасу    | Формальне проголошення незалежності Республіки Техас від Мексики.                                   |         |
| 1848 | Декларація переконань             | Зафіксовано створення першої конвенції про права жінок.                                             |         |
| 1856 | Паризька декларація               | Скасовує каперство.                                                                                 |         |
| 1868 | Петербурзька декларація           | Делегати погоджуються заборонити використання менш смертоносних вибухових речовин.                  |         |
| 1898 | Декларація незалежності Філіппін  | Проголошує суверенітет і незалежність Філіппінських островів від іспанського імперського панування. |         |

## 1900-1999
| Рік  | Назва                                   | Зміст | Джерела |
| ---- | --------------------------------------- | --- | ------- |
| 1905 | Булонська декларація                    | Визначає «есперантизм» як рух за широке використання есперанто. |         |
| 1909 | Лондонська декларація                   | Міжнародний кодекс морського права. |         |
| 1916 | Проголошення Ірландської Республіки     | Проголошує незалежність Ірландії від Сполученого Королівства Великої Британії та Ірландії. |         |
| 1919 | Декларація незалежності (Ірландія)      | Прийнята Дойл Ерен; «ратифікує» Проголошення 1916 року. |         |
| 1923 | Декларація прав дитини                  | Захищає права дітей; розроблена Еглантайн Джебб, схвалена в 1924 році і прийнята ООН в 1946 і 1959 роках. |         |
| 1944 | Філадельфійська декларація              | Чинний статут Міжнародної організації праці. |         |
| 1945 | Авельянедська декларація                | Політична платформа Аргентинського Громадянського радикального союзу. |         |
| 1945 | Декларація незалежності Індонезії       | Проголошує Індонезію незалежною від голландського імперського правління. |         |
| 1947 | Проголошення незалежності Індії         | Проголошує незалежність Індії від Сполученого Королівства Великої Британії. |         |
| 1948 | Декларація незалежності Ізраїлю         | Проголошує створення Держави Ізраїль у межах Британського мандату у Палестині. |         |
| 1949 | Лондонська декларація                   | Дозволяє республікам бути членами Британської Співдружності, створює посаду голови Співдружності та перейменовує організацію на «Співдружність націй».                                                                                      |         |
| 1950 | Декларація сумління                     | Сенатор Маргарет Чейз Сміт критикує тактику HUAC і (не називаючи його імені) сенатора Джозефа Маккарті. |         |
| 1955 | Декларація про нейтралітет              | Австрія проголошує себе постійно нейтральною країною. |         |
| 1964 | Гельсінська декларація                  | Встановлює етичні принципи для медичної спільноти щодо експериментів над людьми. |         |
| 1965 | Одностороннє проголошення незалежності  | Родезія проголосила себе незалежною від Сполученого Королівства 11 листопада 1965 року за адміністрації Яна Сміта, чия партія «Родезійський фронт» виступала проти правління чорношкірої більшості в тодішній коронній британській колонії. | [ 1 ]   |
| 1968 | Женевська декларація                    | Проголошує відданість лікарів гуманітарним цілям медицини. |         |
| 1988 | Декларація незалежності Палестини       | Проголошує створення незалежної держави Палестина. |         |
| 1990 | Декларація незалежності (Придністров'я) | Проголошує вихід непризнаного Придністров'я зі складу Молдавської РСР. |         |
| 1991 | Віндхукська декларація                  | Заява про принципи свободи преси, складена журналістами африканських газет. |         |
| 1991 | Декларація незалежності Сомаліленду     | Проголошує Республіку Сомаліленд і розглядає цю територію як державу-правонаступницю недовготривалої незалежної держави Сомаліленд. |         |

## 2000-т.ч
| Рік  | Назва                                      | Зміст | Джерела |
| ---- | ------------------------------------------ | --- | ------- |
| 2001 | Дохська декларація                         | Прийнята Міністерською конференцією СОТ у 2001 році; підтверджує гнучкість країн-членів ТРІПС в обході прав інтелектуальної власності задля кращого доступу до основних лікарських засобів.                                            |         |
| 2002 | Амстердамська декларація                   | Заява про фундаментальні принципи сучасного гуманізму, одноголосно прийнята Міжнародним гуманістичним і етичним союзом. |         |
| 2004 | Декларація Калтон Хілл                     | Вимоги створення незалежної Шотландської Республіки. |         |
| 2004 | Женевська декларація щодо майбутнього ВОІВ | Зосереджується на потребах країн, що розвиваються, щодо законодавства про інтелектуальну власність. |         |
| 2006 | Монреальська декларація                    | Відправна точка у переліку вимог міжнародного ЛГБТ-руху. |         |
| 2007 | Декларація прав корінних народів           | Декларація, прийнята Генеральною Асамблеєю Організації Об'єднаних Націй під час її 61-ї сесії в штаб-квартирі ООН у Нью-Йорку 13 вересня 2007 року, встановлює важливий стандарт поводження з 370 мільйонами корінних народів планети. |         |
| 2008 | Проголошення незалежності Косова (2008)    | Суперечлива декларація, яка, на думку деяких, створила прецедент для інших сепаратистських рухів. |         |

## Виноски
1. ↑  Також відома як Книга спорту.
2. ↑  Також відома як Декларація народу Вірджинії.
3. ↑  Також відома як Декларація про свободу совісті.
4. ↑  Також відома як Декларація прав або Декларація прав і скарг.
5. ↑  Також відома як Монреальська декларація про права лесбійок, геїв, бісексуалів і трансгендерів